# Lubbock County
Lubbock County je okres ve státě Texas v USA. K roku 2010 zde žilo 278 831 obyvatel. Správním městem okresu je Lubbock. Celková rozloha okresu činí 2 334 km², z čehož pouze 2,6 km², tedy 0,13 %, připadá na vodu.

## Historie
Okres Lubbock vznikl v roce 1876 vydělením z okresu Bexar. Byl pojmenován po Thomasi Saltusovi Lubbockovi, texaskému rangerovi a plukovníku armády Konfederace v době americké občanské války.

## Sousedící okresy
- Hale County (na severu)
- Crosby County (na východě)
- Lynn County (na jihu)
- Hockley County (na západě)

## Města
| - Abernathy - Acuff - Becton - Buffalo Springs - Estacado - Heckville | - Idalou - Lubbock - New Deal - Posey - Ransom Canyon - Reese Center | - Roosevelt - Shallowater - Slaton - Slide - Wolfforth - Woodrow |

## Hlavní dálnice
- Interstate 27
- US Highway 62 / US Highway 82
- US Highway 84
- US Highway 87
- Texas State Highway 114